# Yllka Berisha

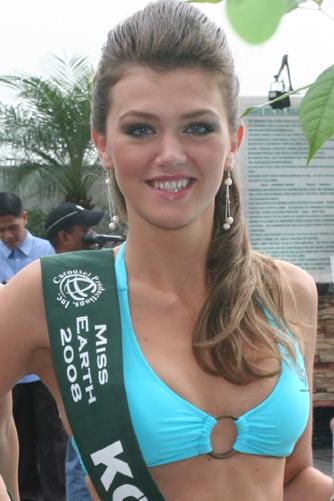
Yllka Berisha in 2008

Yllka Berisha (Pristina, 18 januari 1988) is een in Kosovo geboren Zweeds model en zangeres.

## Biografie
Berisha werd op 18 januari 1988 in Pristina geboren. In 1992 verhuisde ze met haar ouders naar Laholm (Zweden). Op 12 december 2007 won Berisha de titel van Miss Kosovo. Berisha vertegenwoordigde Kosovo op de Top Model of the World-verkiezingen van 2008 in Egypte. Ze hoopte dat Kosovo onafhankelijk zou worden, zodat ze de eerste vrouw zou kunnen zijn die haar land zou vertegenwoordigen op de Miss Earth-verkiezingen. Voordat ze de Miss Kosovo-titel won, was Berisha tweede runner-up bij de Miss Albania-verkiezing en eerste runner-up bij de Miss Scandinavia-verkiezing. Op Miss Earth 2008 werd Berisha echter niet geplaatst.